# Барон Суонси

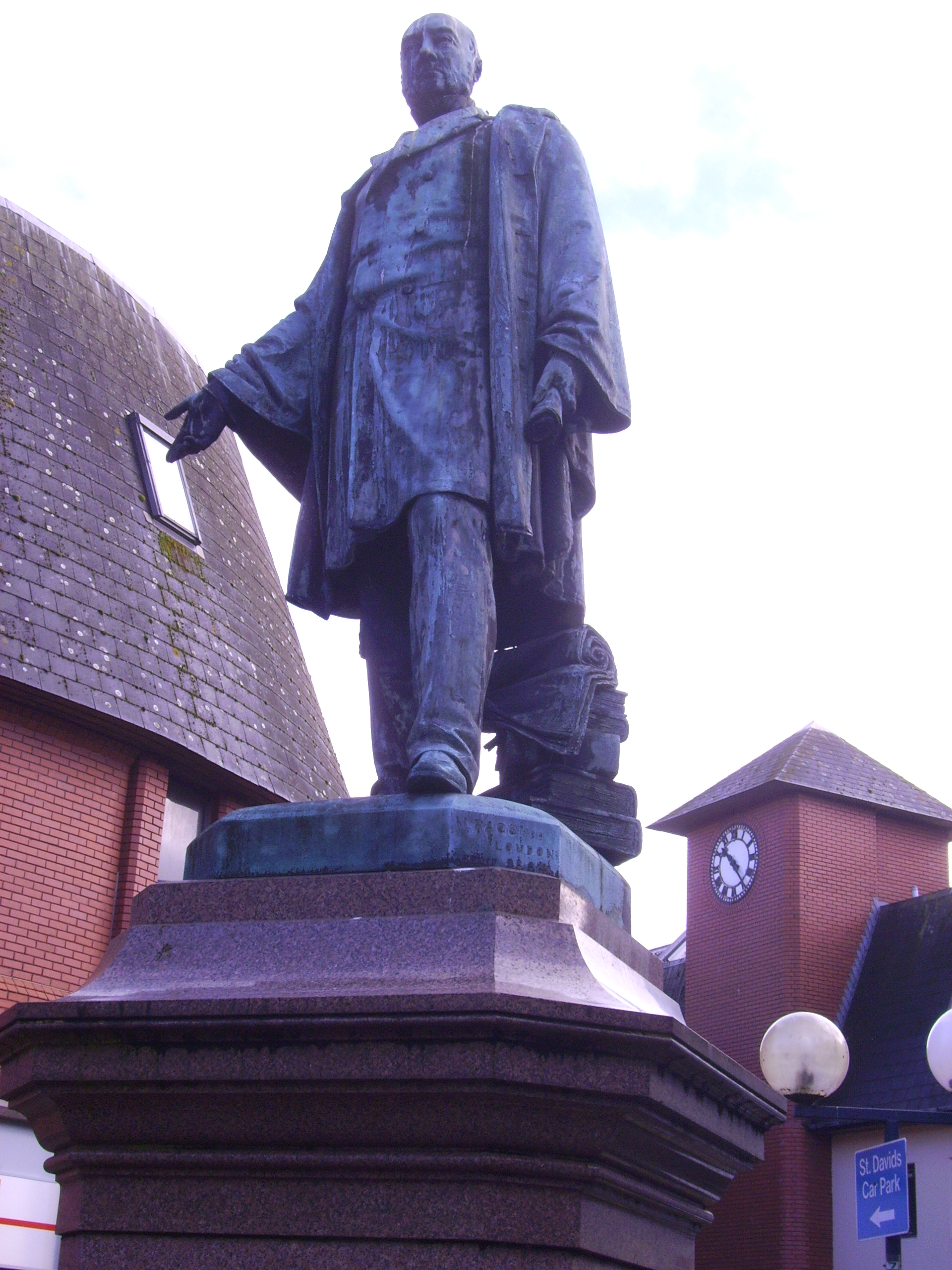
Памятник Генри Хасси Вивиану в городе Суонси

Барон Суонси из Синглтона в графстве Гламорган — наследственный титул в системе Пэрства Соединенного Королевства. Он был создан 9 июня 1893 года для британского промышленника сэра Генри Вивиана, 1-го баронета (1821—1894). 13 мая 1882 года для него уже был создан титул баронета из Синглтона в графстве Гламорган. Он заседал в Палате общин Великобритании от Труро (1822—1857), Гламорганшира (1857—1885) и округа Суонси (1885—1893). Его преемником стал его старший сын, Эрнест Амброз Вивиан, 2-й барон Суонси (1848—1932). После его смерти титулы перешли к его сводному брату, Одо Ричарду Вивиану, 3-му барону Суонси (1875—1934).
По состоянию на 2024 год носителем баронского титула являлся внук последнего, Ричард Энтони Хасси Вивиан, 5-й барон Суонси (род. 1957), который стал преемником своего отца в 2005 году.
- Джон Генри Вивиан (1785—1855), отец первого барона, был промышленником и политиком. Представлял в Палате общин Великобритании округ Суонси (1832—1855)[1]
- Генерал-лейтенант Хасси Вивиан, 1-й барон Вивиан (1775—1842), был дядей первого барона Суонси. Депутат Палаты общин от Труро (1820—1826), Виндзора (1826—1831) и Восточного Корнуолла (1837—1841), полковник 12-го королевского уланского полка (1827—1837), главнокомандующий британскими войсками в Ирландии (1831—1836), генерал-фельдцейхмейстер (1835—1841), полковник 1-го королевского драгунского полка (1837—1842)[2]
- Либеральный политик сэр Артур Вивиан (1834—1926) был младшим братом первого барона Суонси. Депутат Палаты общин от Западного Корнуолла (1868—1885)[3].

## Бароны Суонси (1893)
- 1893—1894: Полковник Генри Хасси Вивиан, 1-й барон Суонси (6 июля 1821 — 28 ноября 1894), старший сын промышленника и политика Джона Генри Вивиана (1785—1855)[4]
- 1894—1932: Эрнест Амброз Вивиан, 2-й барон Суонси (11 февраля 1848 — 17 июля 1932), единственный сын предыдущего от первого брака[5]
- 1932—1934: Одо Ричард Вивиан, 3-й барон Суонси (1875—1934), второй сын 1-го барона Суонси от третьего брака, сводный брат предыдущего[6]
- 1934—2005: Джон Хасси Гамильтон Вивиан, 4-й барон Суонси (1 января 1925 — 24 июня 2005), единственный сын предыдущего[7]
- 2005 — настоящее время: Ричард Энтони Хасси Вивиан, 5-й барон Суонси (род. 24 января 1957), единственный сын предыдущего[8]
  - Наследник титула: достопочтенный Джеймс Генри Хасси Вивиан (род. 25 июня 1999), единственный сын предыдущего[9].